# دنيا المصري
دنيا المصري (1 فبراير 1984 -)، ممثلة مصرية. بدأت حياتها الفنية عندما إختارها المخرج «مسعد فودة» لتشارك معه في فيلمه «ماشيين بالعكس» عام 2008.
توالت بعدها أدوارها الفنية، لكن بروزها الفنى ظهر في رمضان 2010، حيث شاركت في ثلاثة أعمال تليفزيونية هي «قضية صفية»، و«العتبة الحمرا»، و«شاهد إثبات».

## الأعمال

### مسلسلات
| - حق عرب:2024 - بيت الرفاعي:2024 - خط ساخن 2020 - الوجه الآخر:2020 - البرنسيسة بيسة:2019 - حكايتي:2019 - بدل الحدوتة تلاتة:2019 - خط ساخن:2019 - هوجان:2019-منة - ضيفة شرف - الدولي:2018 - رسايل:2018-ريري - البيت الكبير (ج1، 2):2018، 2019-ريتال - عائلة الحاج نعمان (ج2):2018 - طعم الحياة:2017 - ولاد تسعة:2017-هالة - الكيف:2016-شيرويت | - السبع بنات:2016 - لعبة إبليس:2015 - أريد رجلا (ج1، 2):2015 - حب لا يموت:2015 - سرايا عابدين (ج1):2014-جميلة - دوائر حب:2014 - الركين:2013-إنجي - البيت:2013 - الزوجة الثانية:2013 - آدم وجميلة:2013-ناني صديقة عزة - عرفة البحر:2012 - 9 جامعة الدول:2012 | - أنا المصري:2012-ضيفة شرف - المنتقم:2012-ريم - الزوجة الرابعة:2012 - الشحرورة:2011-فاتن حمامة - 3x1:2011 - شاهد اثبات:2010-إيمان أبو الورد - العتبة الحمرا:2010 - قضية صفية:2010-فردوس - علشان ماليش غيرك:2009 - ابو العريف:2009 - في مهب الريح:2009 | - الوديعة والذئاب:2009 - كريمة كريمة:2009-سارة - عزيز على القلب:2008 - رست هاوس:2008 - ليل الثعالب:2008 - نادي القلوب الجريحة:2007 - لم تنسى أنها امرأة:2006 - الجبل:2006 - القاهرة 2000:2006 - عواصف النساء:2005 - قناديل البحر:2005 |

### أفلام
| - رحلة يوسف:2018-شاهى عبد الرحمن الفولى - طربال رايح جاي:2018 - كارت ميموري:2017-مى - آخر ورقة:2015-منى / نور | - بدون عنوان:2009 - الفاجومي:2011 - رد فعل:2011-الممثلة شهد - ماشيين بالعكس:2008 |

### أخرى
- عايش بطولو:2011
- سكين وتفاحة [نساء ودماء:2009
- بحلم يا دنيا بجد:2008

## وصلات خارجية
- دنيا المصري على موقع IMDb (الإنجليزية)
- دنيا المصري على موقع الدهليز
- دنيا المصري على موقع قاعدة بيانات الأفلام العربية